# Calvin Böckmann
Calvin Böckmann (* 27. April 2001 in Lastrup) ist ein deutscher Spring- und Vielseitigkeitsreiter. Er war 2024 Ersatzmann des deutschen Vielseitigkeitsteams bei den Olympischen Spielen in Paris.
Aktuell (2024) ist Böckmann als Sportsoldat der Bundeswehr am DOKR in Warendorf stationiert und gehört dem deutschen Olympiakader Vielseitigkeit an.

## Sportlicher Werdegang
Im Alter von neun Jahren stieg Böckmann 2010 mit den Ponys Bonanza und Pinta in den Turniersport ein, startete zunächst in Spring- und Dressurprüfungen.
2012 zog Böckmanns späteres Erfolgspony Askaban B (* 2003) bei der Familie ein. Mit Askaban B nahm Böckmann von 2013 bis 2016 an den Pony-Europameisterschaften der Vielseitigkeit teil.
2014 gewann er in Millstreet, Irland die Bronzemedaille in der Einzelwertung, ein Jahr später wurde es im schwedischen Malmö Einzelgold. In Aarhus 2016 gewann Böckmann mit der Mannschaft die Goldmedaille und im Einzel Silber.
Parallel zu den Erfolgen in der Vielseitigkeit, erzielte Böckmann Erfolge im Springsport. Mit der Zangersheider Stute Carvella Z konnte er 2015 in der Altersklasse der „Children“ Mannschafts-Europameister werden, die Silbermedaille im Einzel gewinnen (Wiener-Neustadt/AUT) und in bei der DJM in Zeiskam deutscher Vizemeister werden.
2018 nahm Böckmann an der Junioren-Europameisterschaft in der Vielseitigkeit und im Springen teil. In der Vielseitigkeit startete er mit der französischen Stute Altair de la Cense und beendete das Turnier auf Rang 10. Im Springen war er mit Carvella Z bestes deutsches Paar.
Auch 2019 wurde er in beiden Disziplinen nominiert, musste sich jedoch für eine entscheiden, da die Veranstaltungen zeitlich an unterschiedlichen Orten ausgetragen wurden.
2020 schaffte Böckmann es als einziger Sportler seines Alters, über mehrere Jahre Mitglied im Kader zweier Disziplinen, Vielseitigkeit und Springen, zu sein.
Seit 2021 ist Böckmann Sportsoldat an der Sportschule der Bundeswehr in Warendorf. Im selben Jahr wurde ihm außerdem das Goldene Reitabzeichen verliehen.
Der erste Sieg in einer 4* Sterne-Vielseitigkeitsprüfung gelang Böckmann im Oktober 2022 im polnischen Strzegom, wo er im ebenfalls Sattel seiner Stute Altair de la Cense (* 2010) saß.
2023 nahm er in Luhmühlen an seiner ersten Deutschen Meisterschaft in der Altersklasse der Senioren teil und beendete diese auf Platz 5. Nur ein Jahr später wurde es bei dem gleichen Turnier die Bronzemedaille.
Nachdem Böckmann 2024 den zweiten Platz der 4*-Vielseitigkeit beim CHIO Aachen belegt hatte, wurde er daraufhin mit dem Wallach Phantom of the opera (* 2011) als Ersatzreiter für die olympischen Spiele in Paris nachnominiert, nachdem das Pferd von Teamreiterin Sandra Auffahrt verletzt ausfiel.

## Erfolge

### Vielseitigkeit
- 2014: Bronzemedaille bei den Pony-Europameisterschaften in Millstreet mit Askaban B[19]
- 2015: Einzeleuropameister Pony Vielseitigkeit in Malmö mit Askaban B[4]
- 2016: Mannschaftsgold und Einzelsilber in Aarhus mit Askaban B[8]
- 2016: Sieg „Preis der Besten“[20]
- 2021: Verleihung des Goldenen Reitabzeichen[14]
- 2019: Sieg im Junioren-Nationenpreis in Marbach[21]
- 2022: Sieg 4*-Vielseitigkeit in Strzegom[15]
- 2023: 5. Platz Deutsche Meisterschaft der Senioren
- 2024: Bronzemedaille Deutsche Meisterschaft der Senioren[16]
- 2024: 2. Platz CHIO Aachen[12]
- 2024 Sieg im U25 Förderpreis[22]
- Berufung in den Olympiakader für 2024[2]

### Springen
- 2015: Sieg im Bundesnachwuchschampionat Ponys[23]
- 2017: Junioren-Europameisterschaft: Mannschaftsgold und Einzelsilber in Wien[24]
- 2019: Goldmedaille Deutsche Meisterschaft der Junioren[25]

## Auszeichnungen & Förderungen
- 2015: FN-Ehrenzeichen der Junioren[12]
- 2017: Aufnahme der Deutschen Sporthilfe in das Top-Team Future sowie in die Nachwuchselite-Förderung[12]
- seit 2019: Sonderpartnerschaft von der Stiftung Deutscher Spitzenpferdesport[8]
- 2021: Verleihung des Goldenen Reitabzeichen[14]

## Privat
Calvin Böckmann wuchs mit seinem älteren Bruder Liam und seinem Zwillingsbruder Jason im niedersächsischen Lastrup auf. Schon seine Eltern waren erfolgreich im Reitsport unterwegs. Seine Mutter Simone Böckmann wurde 1988 als erste Frau Deutsche Meisterin in der Vielseitigkeit. Sie nahm 1990 und 1998 an den Weltreiterspielen teil. Sein Vater Roger Böckmann war ebenfalls erfolgreicher Vielseitigkeitsreiter.
Böckmann studierte von 2021 bis 2024 BWL an der Universität Münster, das Studium schloss er 2024 ab.